# Adolphe Gautier de Rasse

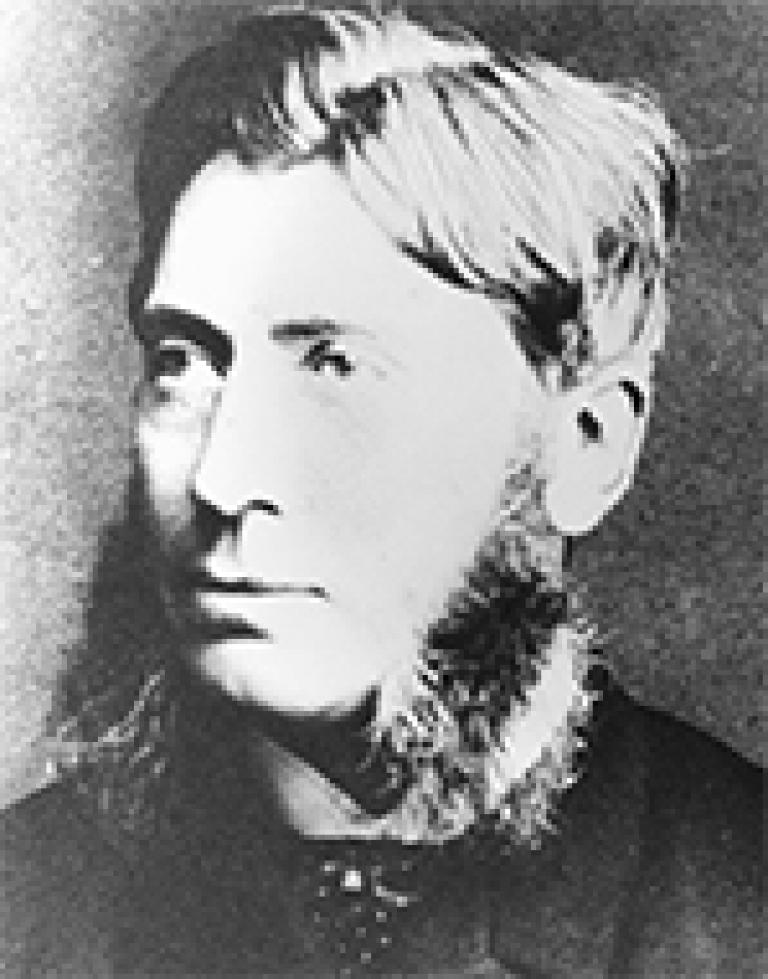

Georges Antoine Adolphe Gautier de Rasse (Aarlen, 30 december 1834 - Elzele, 7 januari 1915) was administrateur-generaal van de Belgische Dienst voor de Veiligheid van de Staat.

## Levensloop
Gautier was de zoon van Georges Gautier, hoofdingenieur van de provincie Namen en van Marie Printz.
Hij werd doctor in de rechten en advocaat in Aarlen. In januari 1861 werd hij substituut en in 1867 procureur des Konings in Doornik. In 1879 werd hij administrateur van de gevangenissen en in 1882, in opvolging van Victor Berden, administrateur-generaal van de openbare veiligheid. Hij bleef dit tot in 1890 en werd opgevolgd door François Delatour. 
In de periode tijdens dewelke Gautier de 'Sûreté' leidde, was de activiteit vooral gericht tegen de quasi-revolutionaire activiteiten binnen de socialistische beweging en tegen de anarchisten. In beide gevallen waren er heel wat vreemdelingen bij betrokken en die werden onverbiddellijk de grens overgezet.
Bij zijn vertrek was Gautier pas 56 en dus nog niet aan de pensioenleeftijd maar eerste minister August Beernaert zette hem af. Dit was een gevolg van de Zaak van het Groot Complot tijdens de winter 1889-1890. Een indicateur van de Staatsveiligheid, Leonard Pourbaix, had, nadat hij door de eerste minister was ontvangen, affiches aangeplakt in de Borinage die de arbeiders tot de opstand opriepen. Hij werd er voor aangehouden en na een Assisenproces veroordeeld, maar de oppositie, geleid door Jules Bara, ging te keer tegen Beernaert die er van werd beschuldigd het oproer te hebben uitgelokt om aldus een streng optreden tegen uiterst links te kunnen rechtvaardigen. Er bleek ook dat Gautier over deze zaak inlichtingen naar de oppositie had doorgespeeld, terwijl zijn eigen minister, Jules Lejeune, er zijn beklag over maakte dat hij, naar aanleiding van het proces, een aantal zaken ontdekte waarover Gautier hem voordien nooit had ingelicht.
Gautier was in 1863 in Doornik getrouwd met barones Leopoldine de Rasse (1838-1918), dochter van baron Alphonse de Rasse (1813-1892), senator en burgemeester van Doornik en van Alodie Lefebvre (1813-1883). Bij Koninklijk Besluit van 22 december 1885 verkreeg hij voor zichzelf en voor zijn beide zoons de toelating om de naam van zijn echtgenote bij de hunne te voegen ook al was de familienaam de Rasse nog niet uitgestorven. Die twee zoons waren Georges (°1864) en Leopold (°1867) die beide advocaat werden in Brussel.

## Publicatie
- Les aliénés criminels, in: La Belgique Judiciaire, 1891.

## Voetnota
1. ↑  Kenneth Lasoen, '185 Years of Belgian Security Service'. Journal of Intelligence History 15 (2016), pp. 98-101. Gearchiveerd op 14 augustus 2019.